# 다케우치 가이시
다케우치 가이시(일본어: 竹内 外史, 1926년 1월 25일 ~ 2017년 5월 10일)는 일본의 수리논리학자이다. 주 연구 분야는 증명 이론이다. 도쿄 대학을 졸업하고 쿠르트 괴델의 지도 하에 프린스턴 대학교에서 공부하였으며, 나중에는 일리노이 대학교 어배너-섐페인의 교수가 되었다. 다케우치는 2003년부터 2009년까지 쿠르트 괴델 협회(Kurt Gödel Society)의 회장을 맡고 있으면서, 유명한 책 《어떤 증명이론가의 회고록(Memoirs of a Proof Theorist: Gödel and Other Logicians)》을 쓰기도 했다.
다케우치의 목표는 실수 체계의 무모순성을 증명하는 것이다. 이를 위해 추측한 것으로 다케우치의 추측이 있는데, 이차 논리의 시퀀트 공식화가 컷-제거 성질을 갖는다는 내용이다.
다케우치는 기노 아키코와 함께 한 서수 도표(ordinal diagram)의 연구로도 유명하다.

## 저서

### 일본어
- 《현대 집합론 입문(現代集合論入門)》
- 《집합이란 무엇인가 : 초학자를 위하여(集合とはなにか : はじめて学ぶ人のために)》
- 《선형 논리 입문(線型論理入門)》
- 《수학에서 물리학까지(数学から物理学へ)》
- 《무한소 해석과 물리학(無限小解析と物理学)》
- 《리 대수와 소립자론(リー代数と素粒子論)》
- 《괴델(ゲーデル)》
- 《수학기초론의 세계(数学基礎論の世界)》
- 《직관주의 집합론(直観主義的集合論)》
- 《층, 범주, 토포스 - 현대 집합의 상을 탐구하여(層・圏・トポス 現代的集合像を求めて)》
- 《선형대수와 양자역학(線型代数と量子力学)》
- 《증명 이론과 계산량(証明論と計算量)》
- 《수리논리학 언어의 문제(数理論理学 語の問題)》
- 《증명 이론 입문(証明論入門)》(八杉満利子와 공저)

### 영어
- 《증명 이론, 논리학 연구, 수학 기초론 81권(Proof Theory, Studies in Logic and the Foundations of Mathematics, Vol. 81)》
- 《수학에 대한 논리학의 두 응용 사례(Two Applications of Logic to Mathematics)》